# Aganope heptaphylla
La tambalisa de Filipinas (Aganope heptaphylla) es una especie de planta fanerógama perteneciente a la familia de las fabáceas. Es originaria de Asia y Papúa Nueva Guinea.

## Taxonomía
Aganope heptaphylla fue descrita por  (L.) Polhill y publicado en Kew Bulletin 25(2): 268. 1971.
Sinonimia
- Deguelia sinuata (Thwaites) Taub.
- Derris diadelpha (Blanco) Merr.
- Derris exserta Craib
- Derris heptaphylla (L.) Merr.
- Derris macroloba Miq.
- Derris sinuata Thwaites
- Pterocarpus diadelphous Blanco
- Pterocarpus diadelphus Blanco
- Sophora heptaphylla L. basónimo[3][4]